# World Axe Throwing League
World Axe Throwing League (WATL), literalment "lliga mundial de llançament de destral", és una organització fundada l'any 2017 pel Canadà, els Estats Units d'Americà, el Brasil i Irlanda que normativitza l'esport urbà de llançament de destral i n'organitza la principal lliga.
Hi ha19 nacions amb llançament de destral que són membres de l'associació. Formen part del WATL més de 130 clubs o associacions locals, que competeixen en lligues locals classificatòries en més d'una dotzena de països; els guanyadors d'aquestes lligues participen a les finals de la World Axe Throwing League Championship, o Campionat Mundial de la Lliga de Llançament de Destral.
Aquesta organització també selecciona els Judges que oficialitzen totes les lliges i competicions. També declara el Codi de Conducta de la WATL, que estableix els estàndards professionals de disciplina esportiva del Llançament Urbà de Destral.

## Puntuacions

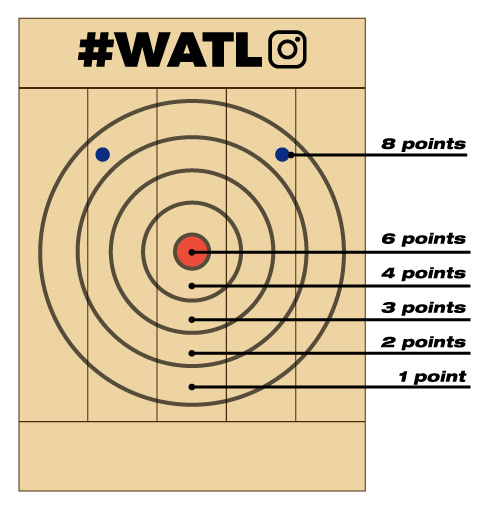
Exemple de diana de la WATL amb les respectives puntuacions.

A cada partida es fan deu llançaments i guanya el jugador amb la puntuació més alta. En cas d'empat el desempat es decideix per un sistema de “mort sobtada” (“sudden death”), guanyant el jugador que obtingui una puntuació més alta en un únic llançament. En cas d'empat en aquest únic llançament, se segueix amb la “mort sobtada” fins que algun dels jugadors obtingui més puntuació que l'altre. La puntuació la determina la zona de la diana en què es clavi la destral, que ha d'aguantar clavada a la fusta fins que el jugador o el següent llençador l'enretirin. Les dianes del WATL tenen un ull de bou vermell i quatre anells concèntrics buits més, amb puntuacions de 6, 4, 3, 2 i 1 punts respectivament. A més, també hi ha dos punts blaus ("blue dots") a la part superior de l'anell d'un punt, coneguts com a "kill-shots", que només es poden fer servir per l'últim llançament, amb un valor de 10 punts. En cas que la destral es clavi en una zona dubtosa, o entre dues puntuacions, valdrà sempre la més alta.

## Arnold Sports Festival
El 2018, WATL, en col·laboració amb Columbus Axe Throwing, van fer l'esport present al festival de fitness Arnold Sports Festival (també conegut com a Arnold Classic, anomenat així per Arnold Schwarzenegger).
Campions d'Arnold del WATL
| Temporada | Campió              | Subcampió                  | Location       |
| --------- | ------------------- | -------------------------- | -------------- |
| 2018      | Jon "Sparky" Miller | Julio "The Process" Romero | Columbus, Ohio |
| 2019      | TBA                 |                            |                |

## Campionat mundial de tir de destral

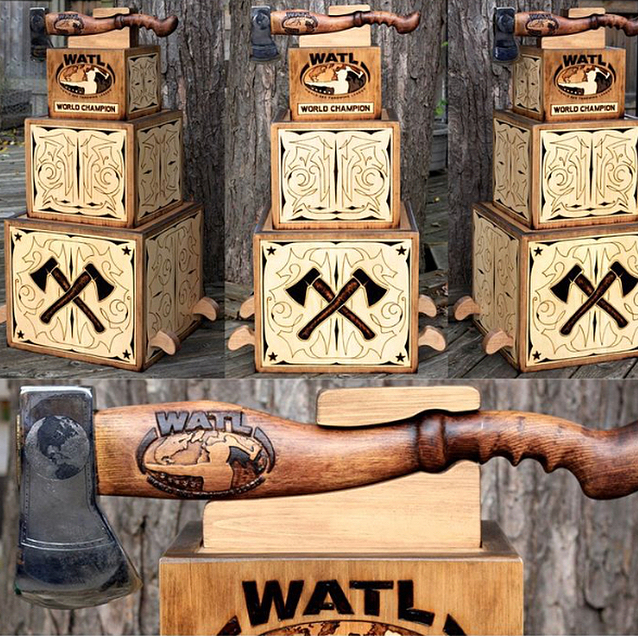
El trofeu del campionat mundial de 2017

El Campionat Mundial de Tir de Destral té lloc un cop l'any i hi participen els dos primers classificats de cada local. El guanyador es determina per la puntuació més alta en una sèrie de 50 llançaments, en rondes de 5. Al desè llançament i a cadascun dels deu següents, pot optar-se a un dels “kill-shots”.
Campions mundial de Tir de destral
| Any  | Nom           | Puntuació | Ubicació            | País   |
| ---- | ------------- | --------- | ------------------- | ------ |
| 2017 | Chris Morning | 277       | Far Shot Recreation | Canadà |
| 2018 | TBA           |           |                     |        |

## Membres actuals de la WATL
| Ubicacions centres WATL per pais | Ubicacions centres WATL per pais | Ubicacions centres WATL per pais | Ubicacions centres WATL per pais | Ubicacions centres WATL per pais | Ubicacions centres WATL per pais | Ubicacions centres WATL per pais | Ubicacions centres WATL per pais | Ubicacions centres WATL per pais |
| --- | -------------------------------- | -------------------------------- | -------------------------------- | -------------------------------- | -------------------------------- | -------------------------------- | -------------------------------- | -------------------------------- |
| Mapa de colors en funció de la ubicació * |                                  |                                  |                                  |                                  |                                  |                                  |                                  |                                  |
| Amèrica del Nord |                                  |                                  |                                  |                                  |                                  |                                  |                                  |                                  |
| Canadà The Wood Shed] • Friendly City Axe Throwing • Timberjaxe Throwing Sports • Far Shot Recreation • Halimac • Jack Axes • Bad Axe Throwing* • Lumberjacks Axe Throwing • Bullets & Broadheads • Axes & Allies |                                  |                                  |                                  |                                  |                                  |                                  |                                  |                                  |
| Estats Units Columbus Axe Throwing • The Axe Pit • Flying Axes • Got Wood Axe Throwing Co. • Agawam Axe House • Epic Axe Throwing • The Axe Pit • The Hub Stadium • Broad Axe Throwing Room • Cincinnati Axe Throwing • Rockaxe City • Cleveland Axe Throwing • https://raideraxelodge.com/ Raider Axe Lodge Arxivat 2018-11-25 a Wayback Machine. • Dallas Axe Throwing • The Axe House • Houston Axe Throwing • Bury the Hatchet • Angry Axe Throwing • Bad Axe Throwing* • Flying Axe Factory • Axe Arena • Prodigious Entertainment • Grindin' Axes • LumberAxe] • Autobahn Axe Throwing • The Flip'N Axe • • Ironside Axe Club] • Axes & Allies • Escape 605 Sister Axe] Arxivat 2019-01-18 a Wayback Machine. • https://extremeaxe.com/ Extreme Axe • Combat Ops • Dueling Axes • Tribal Axe • Blades & Boards • Hatchet Jacks • ORegon Axe • Splitting Timber Axe Range |                                  |                                  |                                  |                                  |                                  |                                  |                                  |                                  |
| Europa |                                  |                                  |                                  |                                  |                                  |                                  |                                  |                                  |
| Irlanda Tom'O'Hawks • Axe Club |                                  |                                  |                                  |                                  |                                  |                                  |                                  |                                  |
| Regne Unit Lumber Lounge |                                  |                                  |                                  |                                  |                                  |                                  |                                  |                                  |
| Dinamarca MØLLEVEJ |                                  |                                  |                                  |                                  |                                  |                                  |                                  |                                  |
| Espanya Barcelona Axe Throwing |                                  |                                  |                                  |                                  |                                  |                                  |                                  |                                  |
| Països Baixos Urban Axe Throwing • Break Stuff |                                  |                                  |                                  |                                  |                                  |                                  |                                  |                                  |
| Hongria Balta Dobálás |                                  |                                  |                                  |                                  |                                  |                                  |                                  |                                  |
| Polònia Nasiekiery |                                  |                                  |                                  |                                  |                                  |                                  |                                  |                                  |
| Amèrica del sud |                                  |                                  |                                  |                                  |                                  |                                  |                                  |                                  |
| Brasil Mhaxado |                                  |                                  |                                  |                                  |                                  |                                  |                                  |                                  |
| Àsia |                                  |                                  |                                  |                                  |                                  |                                  |                                  |                                  |
| Turquia Yaban Akademi |                                  |                                  |                                  |                                  |                                  |                                  |                                  |                                  |
| Rússia Peresvet (ПЕРЕСВЕТ) |                                  |                                  |                                  |                                  |                                  |                                  |                                  |                                  |